# Demetrius av Thessaloniki

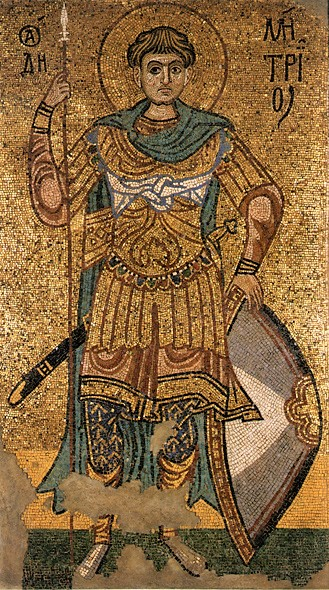
Mosaik från 1100-talet, som föreställer Sankt Demetrius. Klosterkyrkan St. Michael i Kiev.

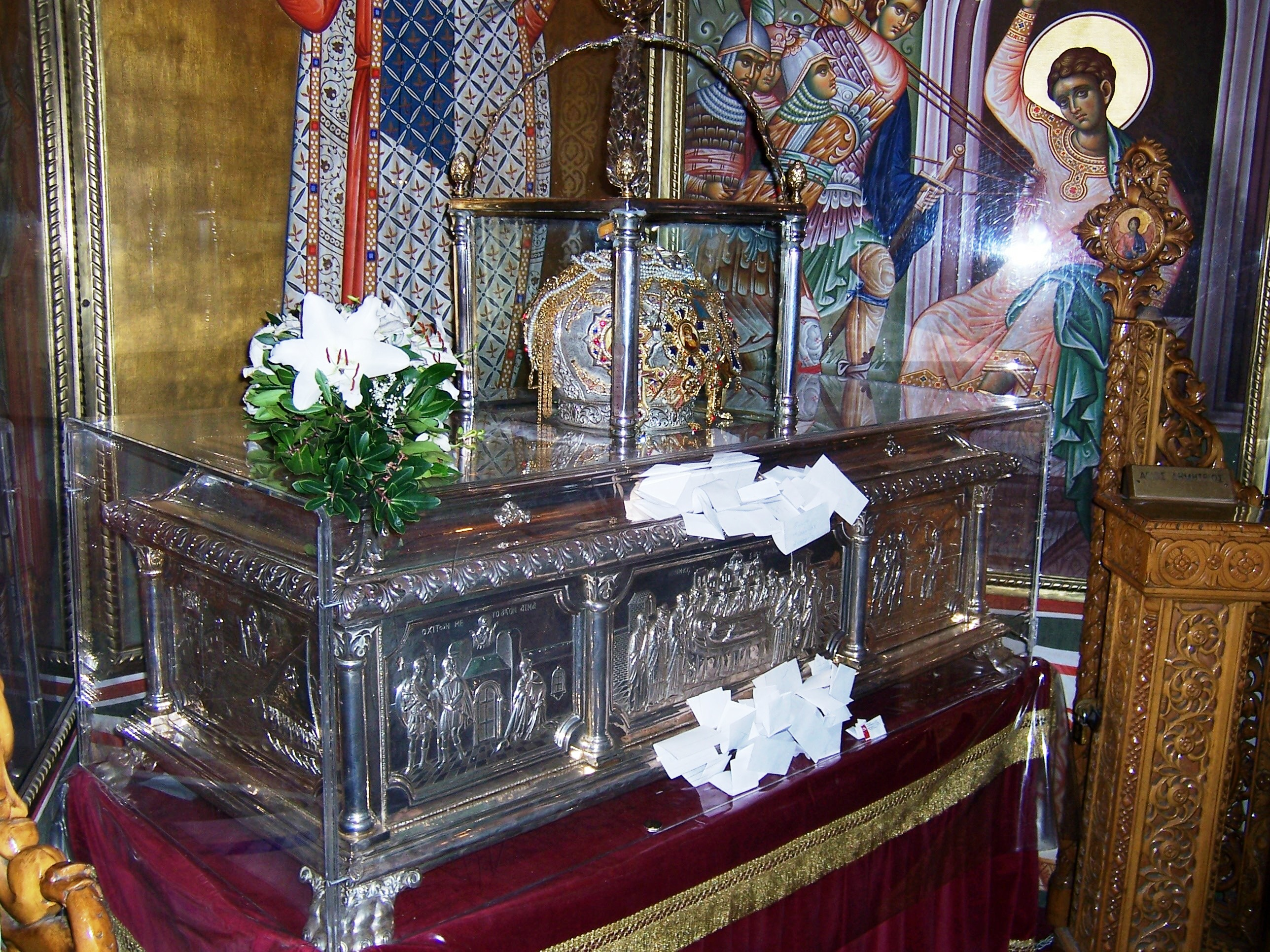
Sankt Demetrius reliker, Hagios Demetrios.

Sankt Demetrius av Thessaloniki (grekiska: Άγιος Δημήτριος της Θεσσαλονίκης) var en kristen martyr som uppges ha levat under 200-talet. Han kallas även ”Megalomartyren”. Han är Thessalonikis skyddshelgon och helgon i Serbisk-ortodoxa kyrkan. Hans festdag är allmän helgdag i Bosnien och Hercegovina (Mitrovdan, 8 november) och firas i Thessaloniki (26 oktober).
Demetrius var diakon i Thessaloniki. Enligt de tidiga legenderna om honom, var han soldat i romerska armén. År 306 genomborrades han med spjut under kejsar Maximianus kristendomsförföljelser. Han var enormt populär under medeltiden, och var tillsammans med Sankt Georg skyddshelgon för korstågen.
I ikonografin avporträtteras Sankt Demetrius ofta med krigardräkt, men på de äldsta avbildningarna har han fotsid dräkt. Efter Bysans fall, började han förknippas med Sankt Georg, ridande på en röd häst - Sankt Georg rider på en vit. En annan tradition avbildar honom vid det vita tornet i Thessaloniki.